# ヴィオラ協奏曲 (ウォルトン)
イギリスの作曲家ウィリアム・ウォルトンによるヴィオラ協奏曲は、1929年に作曲された。アバコンウェイ卿夫人クリスタベル・マクラレンに献呈されているが、作品そのものは20世紀前半を代表する名ヴィオラ奏者、ライオネル・ターティスのために作曲された。だがターティスによって斥けられたため、初演の独奏者はパウル・ヒンデミットが務めた。ヒンデミットはその後も本作を擁護し続けた。
ウォルトンの最初の協奏曲であり、本作の作曲に当たって、尊敬するプロコフィエフのヴァイオリン協奏曲第1番を手本としている。ウォルトンの協奏曲には、ほかにヴァイオリン協奏曲、チェロ協奏曲、ピアノ協奏曲である「協奏交響曲」がある。
ヴィオラ協奏曲は、ロマン派時代には今日レパートリーとなりうる作品がほとんど書かれておらず、20世紀になって復興したといえるジャンルである。ウォルトンの協奏曲はヒンデミットの協奏作品（『室内音楽第5番』、『白鳥を焼く男』など）、バルトークのヴィオラ協奏曲とともにその先駆をなす作品であり、非常に重要なレパートリーともなっている。
録音では、ユーリ・バシュメット、今井信子、ウィリアム・プリムローズといったヴィオラ奏者によるものが有名であるが、ナイジェル・ケネディ、マキシム・ヴェンゲーロフ、ユーディ・メニューインなど、ヴァイオリン奏者による録音も数多く行われている。

## 楽器編成
1961年にオーケストレーションが改訂され、その後はこの改訂版が演奏される。元は三管編成（トランペット3本を含む）であったが、この改訂でオーケストラの重厚すぎる部分が改められ、また編成にハープが加えられるなどの変更がなされている。以下は改訂版の編成である。
独奏ヴィオラ、フルート2（ピッコロ1持ち替え）、オーボエ2（コーラングレ1持ち替え）、クラリネット2（バス・クラリネット1持ち替え）、ファゴット2、ホルン4、トランペット2、トロンボーン3、ティンパニ、ハープ、弦五部（マークのある箇所のみ全員で演奏し、その他は第1ヴァイオリン4、第2ヴァイオリン3、ヴィオラ3、チェロ2、コントラバス2で演奏する）

## 楽曲構成
本作品は、以下のように標準的な3楽章構成をとる。
1. Andante comodo
2. Vivo, con molto preciso
3. Allegro moderato